# Лазанская организованная преступная группировка
Лазанская организованная преступная группировка — чеченская ОПГ, одна из наиболее могущественных чеченских преступных группировок в России и одна из самых влиятельных ОПГ Москвы.

## История создания ОПГ
Создателями данной ОПГ были чеченцы Николай (Хоза) Сулейманов, Хож-Ахмед Нухаев и Мовлади Атлангериев.
Мовлади («Руслан») Атлангериев родился в 1954 году в городе Караганде Казахской ССР в семье депортированных чеченцев. После окончания школы поступил в Московский институт народного хозяйства имени Плеханова. В Москве Атлангериев познакомился со студентом МГУ Хож-Ахмедом Нухаевым.
Хож-Ахмед Нухаев («Хожа») родился в 1954 году в селе Калининское Калининского района Киргизской ССР, в семье депортированных чеченцев. В 1970-е годы поступил на юридический факультет МГУ, но вскоре был отчислен из университета. Нухаев вместе с Атлангериевым, который бросил институт, стали заниматься грабежами. Они узнавали о студентах-иностранцах (чаще всего из африканских и арабских стран), которые торговали валютой или спекулировали одеждой, и совершали налёты на их квартиры. Жертвы грабителей не обращались в милицию, так как в СССР их нелегальная деятельность строго каралась.
По утверждению бывшего сотрудника ФСБ РФ Александра Литвиненко, в то время Атлангериев и Нухаев имели кураторов в КГБ СССР, которые и наводили их на спекулянтов-иностранцев.
В начале 1980-х бандиты ограбили студента, чьи родители у себя на родине занимали высокие посты. В итоге Нухаев и Атлангериев были арестованы и осуждены за мошенничества и грабежи. Находясь в тюрьме, они не признавали порядки, установленные администрацией, вступали в драки, чем завоевали себе авторитет в криминальном мире. Освободились Атлангериев и Нухаев в 1988 году. В то время организованные преступные группировки в Москве активно делили сферы влияния. Среди них в Москве действовали несколько разрозненных чеченских ОПГ, которыми руководили криминальные авторитеты Мусса Таларов (Старик), Леча Исламов (Борода), Балауди Текилов (Малыш), Леча Альтамиров (Леча Лысый), Николай Сулейманов (Хоза) и Мустафа Шидаев.
Нухаев вместе с Атлангериевым создали свою собственную группировку, основой которой стали представители чеченской общины города, многие из которых занимались нелегальным бизнесом. Изначально их группировка (её называли «центральной» из-за того, что она контролировала центр Москвы) присоединилась к чеченскому преступному сообществу города, где стала головной ОПГ, но в 1989 году отделилась от него. Штаб-квартирой ОПГ, насчитывавшей в то время около 40 участников, стал ресторан «Лазания» (иногда в СМИ упоминаются другие названия этого ресторана — «Лазань» или «Алазань») на улице Пятницкой, из-за чего её стали называть «Лазанская ОПГ». Один из лидеров ОПГ Мустафа Шидаев даже купил себе квартиру рядом с «Лазаньей».

## Деятельность ОПГ
Для усиления своих позиций в криминальном мире на роль кураторов группировки «лазанские» пригласили двоих влиятельных воров в законе — Тенгиза Марианошвили и Геннадия Лобжанидзе по кличке «Гена Шрам». Кроме этого, в группировку вступил бывший сотрудник ГАИ — уроженец Грозного Максим Лазовский (Хромой). По словам подчиненных Лазовского, он был связан с некоторыми сотрудниками ФСБ.

Максим Лазовский

За год Лазанская ОПГ стала одной из самых могущественных преступных группировок Москвы. Она контролировала почти весь авторынок, все магазины «Березка», все коммерческие предприятия, работающие в пяти районах города, большинство гостиниц, АЗС, зарождающийся игорный бизнес, казино и рестораны, а также торговые точки Тимирязевского района, кооперативные палатки, кафе и аттракционы в Центральном парке культуры и отдыха, ряд коммерческих структур.
Лазанской ОПГ противостояли славянские преступные группировки столицы. В «разборках» с ними участники Лазанской ОПГ отличались большой жестокостью. Так, в 1988 году, после того как у «лазанских» возникли спорные вопросы с лидерами Бауманской группировки, 30 участников Лазанской ОПГ ворвались в ресторан «Лабиринт» на Калининском проспекте и изрезали ножами более 15 находившихся там славянских криминальных авторитетов. В этом нападении лично принимали участие Атлангериев и Нухаев. После этого «бауманские» предпочли не конфликтовать с «лазанскими».
Позже бандиты устроили кровавую «разборку» на ножах с участниками Люберецкой ОПГ у кафе «Атриум» на Ленинском проспекте. Из-за дележа объектов на Юго-Западе Москвы у группировки возник конфликт с Солнцевской ОПГ. В результате конфликта с обеих сторон появились убитые.
«Лазанские» не признавали власть воров в законе. Известен случай, когда несколько «законников» во главе с Захарием Калашовым (Шакро-молодой) попытались провести разъяснительную беседу с группой чеченских криминальных авторитетов во главе с Нухаевым, однако закончилось это тем, что вооружённые ножами «лазанские» попытались напасть на воров. Сам Шакро получил ножевое ранение.
За год с небольшим «лазанские» провели свыше двадцати масштабных силовых акций против лидеров других ОПГ Москвы. Участники группировки приобрели репутацию людей, с которыми не стоит связываться ни при каких обстоятельствах. Лидеры ОПГ быстро стали миллионерами. Некоторые денежные средства группировки переправлялись в Европу, где проживал брат Атлангериева.
В мае 1990 года правоохранительными органами была проведена масштабная операция против всех лидеров группировки. Руслан Атлангериев, Хож-Ахмед Нухаев, Лечи Исламов, Максим Лазовский, Николай Сулейманов, Балауди Текилов, Мустафа Шидаев и хранитель «общака» чеченских ОПГ Москвы Геннадий Лобжанидзе были арестованы за вымогательство или хранение наркотиков. Атлангериев, Нухаев и Лобжанидзе обвинялись в вымогательстве денег у директора колбасного цеха Дащяна. В течение двенадцати месяцев с момента ареста Нухаева, Атлангериева и Лобжанидзе и до вынесения приговора судом Дащян и свидетели по его делу находились под круглосуточной охраной. Замоскворецким судом Москвы Лобжанидзе, Нухаев и Атлангериев были приговорены к восьми годам колонии каждый.
Нухаев отбывал наказание в исправительно-трудовой колонии строгого режима в Хабаровском крае. В ноябре 1991 года туда прибыл конвой милиционеров из Грозного. Они представили фиктивные документы, где значилось, что Нухаева необходимо доставить для проведения следственных действий в Чечню, где против него якобы было возбуждено уголовное дело. К тому времени Чечня уже объявила независимость. В ноябре 1991 года лидер ОПГ был этапирован в Грозный и 7 декабря того же года освобождён. В 1992 году Верховный суд Чечни отменил обвинительный приговор Нухаеву. Главарь группировки проживал в Грозном и в Гудермесском районе. Он стал одним из ближайших соратников Джохара Дудаева.
Со временем другие лидеры группировки тоже освободились. Атлангериев и Исламов за время своего заключения были «коронованы» в «воры в законе». После освобождения из колонии они вернулись в Москву, но поддерживали тесные связи с Нухаевым, а также с новыми властями Чечни. В целом лидеры ОПГ имели очень большое влияние в Чечне.
Расцвет ОПГ пришёлся на 1990-е годы. Группировка приняла участие в аферах с авизо. Вырученные от этих преступлений средства ОПГ направила на установление контроля над рядом нефтяных предприятий и частью Новороссийского порта.
В 1992 году вор в законе Тенгиз Мирианошвили был убит в Амстердаме.
Существуют данные, что группировка активно сотрудничала с бизнесменом Борисом Березовским, который, предположительно, был их деловым партнёром ещё с конца 1980-х годов, когда сбывал автомобили через структуры, подконтрольные группировке. Атлангериев и Нухаев помогли Березовскому решить проблемы с преступными группировками на тольяттинском АвтоВАЗе. Взамен Березовский не только делился с ОПГ доходами, но и назначил начальником службы безопасности своего предприятия «ЛогоВАЗ» одного из "бригадиров" ОПГ Магомеда Исмаилова. Крупный пакет акций петербургского филиала «ЛогоВАЗа» был передан Нухаеву и Атлангериеву.
Впоследствии у Березовского возник конфликт с лидером Ореховской ОПГ Сергеем Тимофеевым (Сильвестром) из-за того, что подчинённые Сильвестра не вернули миллиард рублей Автомобильному всероссийскому альянсу, созданному Березовским в 1994 году. В результате конфликта на олигарха было совершено покушение. Благодаря стараниям «лазанских» Тимофеев вернул деньги и урегулировал отношения с Березовским.
31 августа 1994 года освободившийся из мест заключения Геннадий Лобжанидзе был убит киллерами. 5 сентября 1994 года без вести пропал Атлан Натаев – вечером, на темно-синем BMW 740, он двумя охранниками — Робертом Руденко и Владимиром Липатовым — выехал из офиса фирмы и исчез. Впоследствии правоохранительными органами было установлено, что они были похищены и убиты Лазовским и его подручными. Нашли их только в 1996 году: трупы выловили из болота; Натаева опознали с большим трудом — убийца отрубил ему голову. 29 сентября 1994 года был убит другой лидер ОПГ – директор ресторана «Лазания» Геннадий Аракелов.
Деятельность группировки включала в себя рэкет, похищения людей, заказные убийства, торговлю крадеными автомобилями и другие преступления. Постепенно группировка стала отходить от жёсткого криминала и всё больше средств вкладывала в легальный бизнес, в первую очередь в недвижимость и строительство, решали спорные вопросы между чеченскими криминальными авторитетами в Москве. Также Нухаев активно развивал нефтяной бизнес. Для продажи топлива группировкой была создана компания «Ланако», которую возглавил Максим Лазовский. 18 ноября 1994 года сотрудник «Ланако» Андрей Щеленков погиб при попытке установить бомбу на железнодорожном мосту через Яузу. 17 декабря 1994 года в Москве был взорван троллейбус. Спустя два года по обвинению в этих преступлениях были задержаны Максим Лазовский и сотрудник УФСК по Москве и Московской области Алексей Юмашкин. По утверждению сотрудников ФСК, Лазовский совершил теракты по указанию Дудаева, полученному через Нухаева, а Юмашкин был внедрён в банду Лазовского как секретный агент. Впоследствии суд полностью оправдал Юмашкина и Лазовского.
Позже Атлангериев был задержан за незаконное хранение наркотиков, а Исламов — за вымогательство денег у бизнесмена из Афганистана. Однако вскоре оба были освобождены. После этого Исламов сразу уехал в Чечню и был объявлен в федеральный розыск.

### Участие в чеченском конфликте
Николай Сулейманов провёл в заключении два года, а после освобождения уехал в Чечню. Там он сблизился с полевым командиром Русланом Лабазановым, которого российские спецслужбы поддерживали как внутричеченскую оппозицию Дудаеву. Во время одного из боёв с дудаевцами Сулейманов был ранен, попал в плен, но благодаря стараниям Лабазанова и Нухаева был отпущен и вернулся в столицу. В декабре 1995 года он был убит в Москве.
Лидеры ОПГ активно участвовали в первой чеченской войне на стороне сепаратистов. Исламов был заместителем командира Юго-Западного направления вооружённых сил Чеченской Республики Ичкерия. Нухаев пользовался полным доверием Дудаева, был одним из немногих, имеющих к нему свободный доступ. В Грозном Нухаев сумел недорого скупить несколько домов, городской рынок, бывший Дом офицеров. В 1993 году, используя свои связи, он организовал и обеспечил визиты Дудаева в Австрию, Францию и Германию, а в 1994 году по поручению Дудаева создал и возглавил управление внешней разведки республики, наладил мощную агентурную сеть. За участие в боевых действиях на стороне боевиков Нухаев был награждён высшей наградой Ичкерии — орденом «Честь нации».
В 1995 году Балауди Текилов был одним из командиров, подчинённых Салману Радуеву.
С 1996 года Нухаев являлся представителем президента Ичкерии за рубежом. Именно в то время через доверенных лиц лидер ОПГ вошёл в контакт с Зелимханом Яндарбиевым. В июле 1996 года Яндарбиев, Нухаев и братья Хусейн и Апти Мараевы договорились о совместном нефтебизнесе, после чего Нухаев стал первым вице-премьером правительства Ичкерии. В то время он курировал нефтяную и газовую промышленность, а также внешнеэкономические связи и международные отношения. После того, как в 1996 году Дудаев был ликвидирован российскими спецслужбами, Нухаев был назначен первым вице-премьером в правительстве Зелимхана Яндарбиева. Когда к власти в Чечне пришел Аслан Масхадов, Нухаев переехал жить в Азербайджан, так как отношения ОПГ с Масхадовым были далеко не лучшими. Потом он уехал в Турцию, где занялся формированием теневого кабинета правительства Ичкерии. Здесь под руководством Нухаева была создана оппозиционная организация «Чеченский дом», занимающаяся пропагандой, организацией отдыха боевиков и сбором средств. Нухаев вкладывал вырученные от автомобильного и нефтяного бизнеса деньги в различные бизнес-проекты в Азербайджане и Турции. В результате главарю ОПГ стало принадлежать множество объектов в Баку и Турции.
К 1997 году Текилов был одним из командиров руководимой Салманом Радуевым «Армии генерала Дудаева», а Исламов — бригадным генералом, командиром спецподразделения имени шейха Мансура. В 1997 году отряд Исламова захватил двух сотрудников Северо-Кавказского РУОП Анатолия Шапкина и Асланбека Шортанова, которые позже были освобождены. В декабре 1997 года Текилов был задержан сотрудником ГУБОП МВД РФ. Спустя год он был помилован.
Нухаев фактически контролировал Туапсинский и Новороссийский морские порты — основные российские нефтеперевалочные базы на Чёрном море. В то время за эти порты шла война между криминальными авторитетами. Одним из эпизодов этой войны стало убийство директора Туапсинского НПЗ Василенко, которое организовал Лазовский. Находясь в Азербайджане и Турции, Нухаев контролировал свой бизнес в Новороссийске и Туапсе. Этот бизнес состоял из продажи учтённой и неучтённой нефти, перевозимой танкерами из портов. Кроме Нухаева, нефтяной бизнес в этих городах контролировал некий Михаил Некрич, входивший в компанию «Руснефть» Михаила Гуцериева. Позже и Некрич, и Нухаев стали развивать нефтяной бизнес в Одессе, где в то время были сильны чеченские ОПГ.

### Бойня в деревне Таратино
Атлангериев часто посещал московский ресторан «Разгуляй». Хозяевами этого ресторана были руководители футбольного клуба «Спартак» Юрий Заварзин и Григорий Есауленко. Познакомившись с ними, «Руслан» решил использовать «Спартак» для своего бизнеса. Все финансовые дела Атлангериев возложил на своего брата Турпал-Али Атлангериева.
«Лазанские» начали выпускать напиток «Спартак-кола», создали агентство недвижимости под эгидой футбольного клуба, собирались организовать сеть АЗС с названием «Спартак». Когда генеральный директор клуба уволился, главный тренер команды (бывший по совместительству совладельцем «Спартака») Олег Романцев назначил на эту должность бывшего коммерческого директора «Спартака»  Ларису Нечаеву. Нечаева давно убеждала Романцева свернуть проекты «лазанских». Одного из представителей Атлангериевых она немедленно уволила с административной должности в клубе.
14 июня 1997 года Лариса Нечаева, её брат Георгий Сорокин, подруга Зоя Рудзате и знакомый работник таможни поехали отдыхать в деревню Таратино Владимирской области. Неожиданно в дом, в котором они находились, ворвались двое киллеров. Рудзате была убита выстрелом в голову, Нечаеву бандиты ранили выстрелом в живот, а потом добили выстрелом в затылок, Сорокину прострелили горло. Несмотря на ранение, он смог проползти более тридцати метров и сообщить о нападении.
Позже было выяснено, что киллеры Алексей Здор и Владимир Тенашвили были участниками одной из подмосковных ОПГ, имевшей связи в правоохранительных органах. Кроме этого, Здор и Тенашвили поддерживали связи с Лазанской ОПГ. После убийства киллеры через Краснодарский край уехали в Чечню. Дальнейшее расследование вскрыло отношения «лазанских» со «Спартаком».
Летом 1998 года группировка получила заказ на убийство президента Чечни Аслана Масхадова. Его смерть была выгодна и самим «лазанским». Исполнение этого задания также было поручено Здору и Тенашвили. 23 июля 1998 года, когда кортеж Масхадова проезжал по центру Грозного, рядом был взорван припаркованный у дороги автомобиль. Несмотря на то, что президентский автомобиль Масхадова был бронирован, в результате взрыва он получил серьёзные повреждения и загорелся. Масхадов был ранен. Тенашвили по горячим следам был задержан и убит сотрудниками МШБ (Министерства шариатской безопасности) Ичкерии. Здор успел спрятаться у своих покровителей в Гудермесе. Вскоре от лидеров ОПГ поступило указание устранить Здора.
В 1999 году Мустафа Шидаев был арестован за хранение наркотиков. Ему было предъявлено обвинение, но осуждён он не был.
В 2001 году следователи Владимирской области отправились в Чечню с целью найти Здора и Тенашвили. Там они опросили множество свидетелей, подняли архивы ичкерийского МШБ и установили, что подмосковные киллеры после убийства Нечаевой и Рудзате обосновались в Гудермесе.

## Группировка в 2000-х годах. Убийство Анны Политковской
В марте 2000 года Атлангериев предложил командиру боевиков Салману Радуеву, еще сохранявшему на тот момент определённое влияние, отправиться в Саудовскую Аравию, встретиться там с Хож-Ахмед Нухаевым, урегулировать возникший между ними конфликт и обсудить вопросы дальнейшего финансирования. По условленному плану Радуев приехал в одно из сел, отпустил охрану и стал ждать приезда «лазанских». Там он и был арестован сотрудниками ФСБ РФ.
В апреле 2000 года Максим Лазовский был убит неизвестными в Одинцовском районе Подмосковья.
В октябре 2000 года Атлангериев предложил правой руке Масхадова — министру госбезопасности Чечни Турпал-Али Атгериеву — съездить в Дагестан для переговоров. Приехавший в Махачкалу Атгериев был сразу задержан сотрудниками ФСБ. Позже он был осуждён и в августе 2002 года умер в колонии.
В том же году сотрудники ФСБ пригласили Исламова на встречу в Чечне. Там он был арестован и отправлен в СИЗО. Исламову было предъявлено обвинение в вымогательстве денег у афганского бизнесмена в начале 1990-х годов и похищении сотрудников северокавказского РУОП. Позже бандит был приговорён к девяти годам заключения. В апреле 2004 года он умер в тюрьме от отравления неизвестным препаратом.
В декабре 2000 года в Баку Нухаев дал интервью журналисту Forbes Пол Хлебникову. Нухаев рассказывает об эпизодах своей биографии, встрече с Отари Квантришвили, боевых действиях чеченских сепаратистов против представителей российской власти, становлении чеченской мафии в Москве. По словам Нухаева, он провёл в местах лишения свободы около семи лет. В 2003 году была опубликована книга Хлебникова «Разговор с варваром». В эту книгу вошли все высказывания Нухаева. 9 июля 2004 года при выходе из офиса московской редакции Forbes Пол Хлебников был убит тремя киллерами. По обвинению в причастности к этому преступлению Нухаев был объявлен в международный розыск. К тому времени главарь ОПГ был президентом холдинга «Кавказский общий рынок», соучредителем «Кавказского инвестиционного фонда», а весной 1997 года возглавил «Кавказско-американскую торгово-промышленную палату», зарегистрированную в Вашингтоне. В настоящее время его местонахождение неизвестно, высказываются предположения о его гибели.
Нухаев неоднократно направлял средства для поддержки бандформирований в Чечне. Так, в сентябре 2001 года боевикам было выделено около 25 тысяч долларов, эти деньги были доставлены из Азербайджана с помощью женщин-«челночниц». В сентябре-октябре 2001 года были выделены средства на приобретение боевиками приборов ночного видения и средств связи — спутниковых телефонов «Моторола Иридиум», радиостанций «Кенвуд» и «УАЕ СУ». Закупленная техника доставлялась из Азербайджана. В период с октября по декабрь того же года Нухаевым было профинансировано бандформирование некого Магомеда по кличке «Янычар», занимающееся диверсионно-террористической деятельностью. «Янычару» были отправлены 20 тысяч долларов через племянника Нухаева, проживающего на территории Чечни. Племянник неоднократно отправлял денежные средства, полученные от Нухаева, лидерам бандформирований. Он также занимался вооружением и экипировкой жителей Курчалоевского района с их последующей отправкой в бандформирования Хаттаба.
С помощью выделяемых Нухаевым средств боевиками бандформирований были организованы и проведены теракты против федеральных сил и сотрудников чеченской милиции в Курчалое, а также осуществлен подрыв боевой техники в Цоцин-Юрте. Нухаев финансировал и группу «Большого Асланбека» — полевого командира Асланбека Абдулхаджиева, которая действовала на территории Шалинского района Чечни.
В 2001 году на окраине Грозного было обнаружено тело Текилова с перерезанным горлом.
В начале 2000-х годов вор в законе Атлангериев пользовался огромным влиянием в Чечне. В криминальном мире Москвы он выступал в качестве третейского судьи. Однако, после убийства в 2004 году президента Чечни Ахмада Кадырова позиции Атлангериева резко ослабли.
В феврале 2006 года руководитель киллеров ОПГ Лом-Али Гайтукаев получил заказ на убийство председателя правления компании ООО «Славутич-Регистратор» Геннадия Корбана. Личность заказчика так и не была установлена. Гайтукаев нашёл исполнителя преступления — Арсена Джамбураева, которому чуть позже передал в гостинице города Днепропетровска «Рассвет» оружие — автомат Калашникова, 80 патронов к нему, а также тысячу долларов. Преступники следили за бизнесменом. 19 марта 2006 года Джамбураев открыл огонь из автомата, Гайтукаев, по версии следствия, лично отдал команду стрелять киллеру. Корбан остался жив лишь благодаря тому, что его автомобиль был бронированным, ранение получил лишь его охранник. Гайтукаев был задержан сотрудниками Федеральной Службы Безопасности в январе 2007 года. Показания против него дал Джамбураев, арестованный практически сразу же после покушения и осуждённый в декабре 2006 года на 14 лет лишения свободы. Поскольку Гайтукаев в то время уже являлся гражданином России, его уголовное дело рассматривалось в Московском городском суде. Гайтукаев убеждал суд в том, что на Украине занимался исключительно бизнесом и сбором информации о чеченских группировках для российских спецслужб. 27 марта 2007 года на выходе из зала суда был застрелен бывший деловой партнёр Корбана Максим Курочкин. По версии следствия, он мог быть заказчиком покушения (также одним из возможных заказчиков покушения считается Михаил Некрич). Гайтукаев впрямую заявлял о причастности Корбана к убийству Курочкина, но подтверждений этому не нашлось.
Зимой 2008 года в Киеве были арестованы племянник Гайтукаева и другие участники украинского филиала ОПГ. Их подозревали в покушении на мэра Ялты, ряде заказных убийств и в организации наркотрафика из Дагестана через Украину и Белоруссию в страны Прибалтики. Знакомый Гайтукаева — некий Казбек Дукузов, в своё время обвиненный в убийстве Пола Хлебникова, некоторое время скрывался на Украине и в Белоруссии.
В 2006 году бойцы отряда «Восток», возглавляемого Сулимом Ямадаевым, захватили в Санкт-Петербурге мясоперерабатывающий комбинат «Самсон», принадлежавший чеченским предпринимателям. Лидеры ОПГ выступили против этого захвата. В том же году у Ямадаева возник конфликт из-за шести зданий в центре Москвы, находившихся под контролем Лазанской ОПГ. Переговоры с Ямадаевым по этому делу вёл Мустафа Шидаев, в результате чего у него сложились очень плохие отношения с Ямадаевыми. 13 мая 2006 года Шидаев был убит в Москве возле своего дома (позже, в декабре 2008 года был арестован его убийца Аслан Дилиев, участник одной из чеченских ОПГ, действовавших в Москве. Ему было предъявлено обвинение в этом преступлении). Переговоры с Ямадаевым стал вести Атлангериев, но позже в феврале он был похищен в Москве и увезён в Чечню. В настоящее время его местонахождение неизвестно. Существуют предположение, что он был убит.
7 октября 2006 года участники ОПГ совершили своё самое известное преступление — заказное убийство журналистки «Новой газеты» Анны Политковской. Это преступление организовал Лом-Али Гайтукаев. Убийство совершили трое участников ОПГ — братья Рустам, Джабраил и Ибрагим Махмудовы. Все четверо были впоследствии арестованы.
20 февраля 2008 года суд приговорил Гайтукаева к 15 годам лишения свободы за организацию покушения на Корбана, хотя государственный обвинитель настаивал на 17-летнем сроке. Приговор вступил в законную силу.
20 мая 2014 года Рустам Махмудов и Лом-Али Гайтукаев были приговорены к пожизненному лишению свободы, Джабраил и Ибрагим Махмудовы — к 14 и 12 годам заключения соответственно. Впоследствии осужденный соучастник этого убийства Дмитрий Павлюченков сказал, что он знает возможных исполнителей заказных убийств главного редактора газеты «Тольяттинское обозрение» Алексея Сидорова, убитого 9 октября 2003 года, и Пола Хлебникова, за которым «лазанские», по утверждению Павлюченкова, вели наблюдение. По словам Павлюченкова, он знает двоих участников Лазанской ОПГ, которые могут быть причастны к убийству в Тольятти.